# José Leopoldo González
José Leopoldo González González (ur. 7 lutego 1955 w Cañadas) – meksykański duchowny rzymskokatolicki, w latach 2015–2024 biskup Nogales, biskup   San Juan de los Lagos od 2024.

## Życiorys
Święcenia kapłańskie otrzymał 27 maja 1984 z rąk kardynała José Salazara Lópeza i został inkardynowany do archidiecezji Guadalajara. Po święceniach przez trzy lata pracował jako wikariusz, a następnie został prefektem w guadalajarskim seminarium. W 1993 rozpoczął pracę w Papieskiej Radzie Iustitia et Pax. W 2000 powrócił do Meksyku i został proboszczem guadalajarskiej parafii św. Cecylii, zaś trzy lata później objął funkcję wicerektora miejscowego uniwersytetu katolickiego.
15 listopada 2005 papież Benedykt XVI mianował go biskupem pomocniczym archidiecezji Guadalajara, ze stolicą tytularną Thuburnica. Sakry biskupiej udzielił mu kard. Juan Sandoval Íñiguez.
19 marca 2015 papież Franciszek mianował go biskupem ordynariuszem nowo powstałej diecezji Nogales. Ingres odbył się 22 maja 2015.
19 marca 2024 został mianowany biskupem diecezji San Juan de los Lagos.
W latach 2006–2009 był sekretarzem generalnym Konferencji Episkopatu Meksyku, zaś w latach 2009–2011 piastował ten sam urząd w Radzie Biskupów Ameryki Łacińskiej.